# Area Festival
Area Festival was een muziekfestival opgericht door Moby die zich liet inspireren door Lollapalooza. Moby organiseerde het eerste festival genaamd Area: One in 2001 en een vervolg genaamd Area2 in 2002. Het festival bevatte meerdere genres van muziek zoals Rock, Pop en Dance.
De hoofdsponsors waren Intel, KMX en Pepsi.

## Area:One
Op dit concert speelden de volgende groepen:
- OutKast
- New Order
- Nelly Furtado
- Incubus
- The Roots
- Paul Oakenfold
- The Orb
- Carl Cox

## Area2
Op dit concert speelden de volgende groepen:
- David Bowie
- Ash
- Blue Man Group
- Busta Rhymes
- John Digweed
- The Avalanches
- DJ Tiesto
- Dieselboy
- DJ Dan